# Gynacantha incisura
Gynacantha incisura – gatunek ważki z rodziny żagnicowatych (Aeshnidae). Występuje na terenie Azji Południowej.